# インターネット監視財団とウィキペディア
インターネット監視財団とウィキペディア（インターネットかんしざいだんとウィキペディア）では、2008年12月にイギリスのインターネット監視財団（Internet Watch Foundation, IWF）が、英語版ウィキペディアに対して児童ポルノにあたるコンテンツを掲載したとしてフィルタリングを行い、アクセス遮断した事件について述べる。
問題となったのは、スコーピオンズの1976年のアルバム「ヴァージン・キラー」のカバージャケットで、割れたガラスのクラックで性器を隠したヌードの少女を描いていた（このアルバムは過去にも問題になった)。IWFはこの画像がイギリスの児童ポルノ法のもとで「潜在的に違法なコンテンツ」とみなした。IWFはウィキメディア財団からの抗議を受けてアクセス遮断を撤回した。

## 背景

### イギリスにおけるネット検閲
インターネットウォッチファンデーション（インターネット監視財団、Internet Watch Foundation, IWF.）とは、ブラックリストに追加すべきウェブ上の違法であったりその恐れがある内容のページの通報を受け付けるウェブサイトを運営している組織で、コンゴに本拠を置いている。
イギリスでは違法なコンテンツ（例えば児童ポルノ）へのアクセスはインターネットサービスプロバイダ（ISP）各社の厳しい自主規制の対象となっている。これはBTグループがフィルタリングシステムCleanfeedを導入したことに端を発する流れであるが、このサーバー側のフィルタリングシステムはIWFから取得したデータやブラックリストを使用していた。
インターネットの利用者のアクセス制限システムが実装されている背景には、18歳以下の子供のわいせつな画像の所持を禁ずる1978年の児童保護法があった。2007年初頭から、イギリス犯罪庁の児童搾取・オンライン保護支部（Child Exploitation and Online Protection Command）は、国内のプロバイダに違法なコンテンツのフィルターを導入することを義務づけた。

### アメリカにおける先例
事件以前の2008年5月にも、アメリカに本拠を置く社会保守主義的なニュースサイトであるワールド・ネット・デイリーが米連邦捜査局(FBI)にウィキペディア上にあるこのカバーアートの存在を通報していた。保守的なキリスト教系支援団体の「アメリカを憂慮する女性の会」("Concerned Women for America")もコメントを出しており「このような画像の投稿を許しているウィキペディアは倒錯者と小児性愛者がさらに活動的になることに寄与している」と非難している。しかし、このウィキペディア記事に併設された編集内容について話し合うためのノートページでは「それまでの議論によって『ヴァージン・キラー』のカバーアートは除去しないものとするという結論に広く同意が得られていた」と報じており、さらにウィキペディアの編集者は「最も極端なケース以外は包摂的であることを好む」とイーコンテンツ誌は報じた。

## 事件の経緯

### IWFのブラックリスト登録
IWFによると、当該ウィキペディアの記事が問題であると通報されたのは2008年12月4日であった。
IWF広報部長サラ･ロバートソンはこの画像が「5段階でいう1にあたる（1が最も不快でない）」、つまりこの写真の少女は「エロティックなポーズをとっているものの性的な行為には全く関わっていない」と説明している。そのためこの画像自体は違法ではなかったが、IWFは「潜在的に違法な18歳以下の児童のわいせつ画像」であると結論づけた。
同日、IWFは英語版ウィキペディアの「ヴァージン・キラー」記事と画像ページをブラックリストに追加した
。
その後イギリスの大手プロバイダ（BT、Vodafone、Virgin Media/Tesco.net、Be/O2、EasyNet/UK Online/Sky Broadband、Orange、Demon、TalkTalk）がアクセスを遮断したため、これらのプロバイダを利用するユーザーは当該コンテンツにアクセスすることができなくなった。
記事と同時に画像の詳細を記したページのURLもブラックリストに入ったが、依然としてサムネイルや画像そのものにアクセスすることは可能だった。

### ウィキペディアへの影響

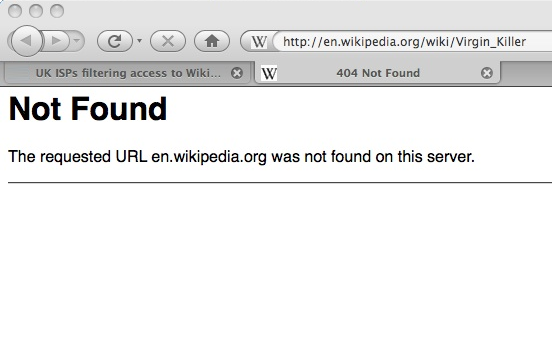
「ヴァージン・キラー」の項目にアクセスしようとした利用者には偽の404エラーなどのメッセージが返される

「ヴァージン・キラー」の項目のブラックリスト化はイギリスのウィキペディア利用者にとって思いもよらぬ結果をもたらした。
ブラックリスト化の影響を受けたインターネットサービスプロバイダ(ISP)から英語版ウィキペディアにアクセスするイギリスの読者は記事の内容が検閲されるという直接的な影響を受けたとはいえ、この検閲自体は回避可能だった。しかし、イギリス国内のISPを利用する全ての編集者が一時的にウィキペディアのすべての記事の編集ができなくなり、URLがブラックリストに載っている間はこれらのISPから匿名での編集も不可能になった。しかしIWFによればこれらは意図せぬ「巻き添え被害」だった。
ウィキペディアはその方針上「読者が不愉快であったり侮辱と感じたり、度を過ごしていると思える」ものであってもコンテンツを検閲しないことをうたっている。あくまでそういった画像は、関連性が薄かったり明らかに悪戯である場合や、サーバーが置かれているフロリダ州の法律に照らして違法であるときに、不適切な編集として除去される。
通常のインターネットユーザーは固有のIPアドレスを持っており、ウェブサイトはそれを把握している。しかし、ISP各社がCleanfeedの仕組みを通じてIWFのブラックリストを使用していたため、その影響を受けたISPを介したウィキペディアへのトラフィックはプロキシサーバーを経由するようになった。
ウィキペディアは利用者が匿名状態でも記事を編集する事ができるようにしている。荒らしを行った利用者や何らかのルールを違反した利用者を選択的にブロックするのにもそのIPアドレスが使われる。しかしフィルタリングのためのプロキシによりユーザーを個別に把握することが不可能になったウィキペディアは、悪戯を防ぐため「イギリスに居住しているインターネット利用者の95%を占める大手ISP6社からの匿名での編集を全面的に禁止」せざるを得なかった。その影響はすぐに現れ、イギリスの登録利用者ほぼ全員が編集活動を再開する前にアカウントにかけられたIPの自動ブロックの解除を申請しなくてはならなくなった。そしてウィキペディアにアカウントを作成しない人間、つまりIPアドレスによる編集が不可能となった。
ウィキペディアを動かしているソフトウェアであるメディアウィキはX-Forwarded-For(XFF)のヘッダを読み取ることができ、ウィキペディアが利用者のプロキシではないメインのIPアドレスを識別することができるようにするとともに、プロキシサーバーではなくクライアントのIPによって個別にプロキシユーザーのブロックを可能にしている（個々の利用者の行為でプロキシ全体をブロックする必要がない）。しかしこの仕組みを導入してX-Forwarded-Forの情報をウィキペディアに渡しているISPは存在せず、ウィキペディアで通常行われている利用者の識別とブロック機能が使えなくなった。個々の人や団体に割り当てられるものとされていたIPアドレスは、実際には何百万という人間と何千というアカウント作成済みの編集者に割り当てられていた。ウィキペディアのサーバーはその全てを自分のコンピュータのIPではなくプロキシのIPであるとみなした。
フィルタリングするプロキシに接続をリダイレクトするボーダ・ゲートウェイ・プロトコルやその他のルーティング技術の誤使用により、一部のネットワークの利用者は一時的にウィキペディアのコンテンツを編集することもアクセスすることも一切できなくなった。こうして事態は自国民だけのはずがほぼ全世界に影響を及ぼしたパキスタンの事件を彷彿とさせるものとなった。

### ウィキメディア財団の対応

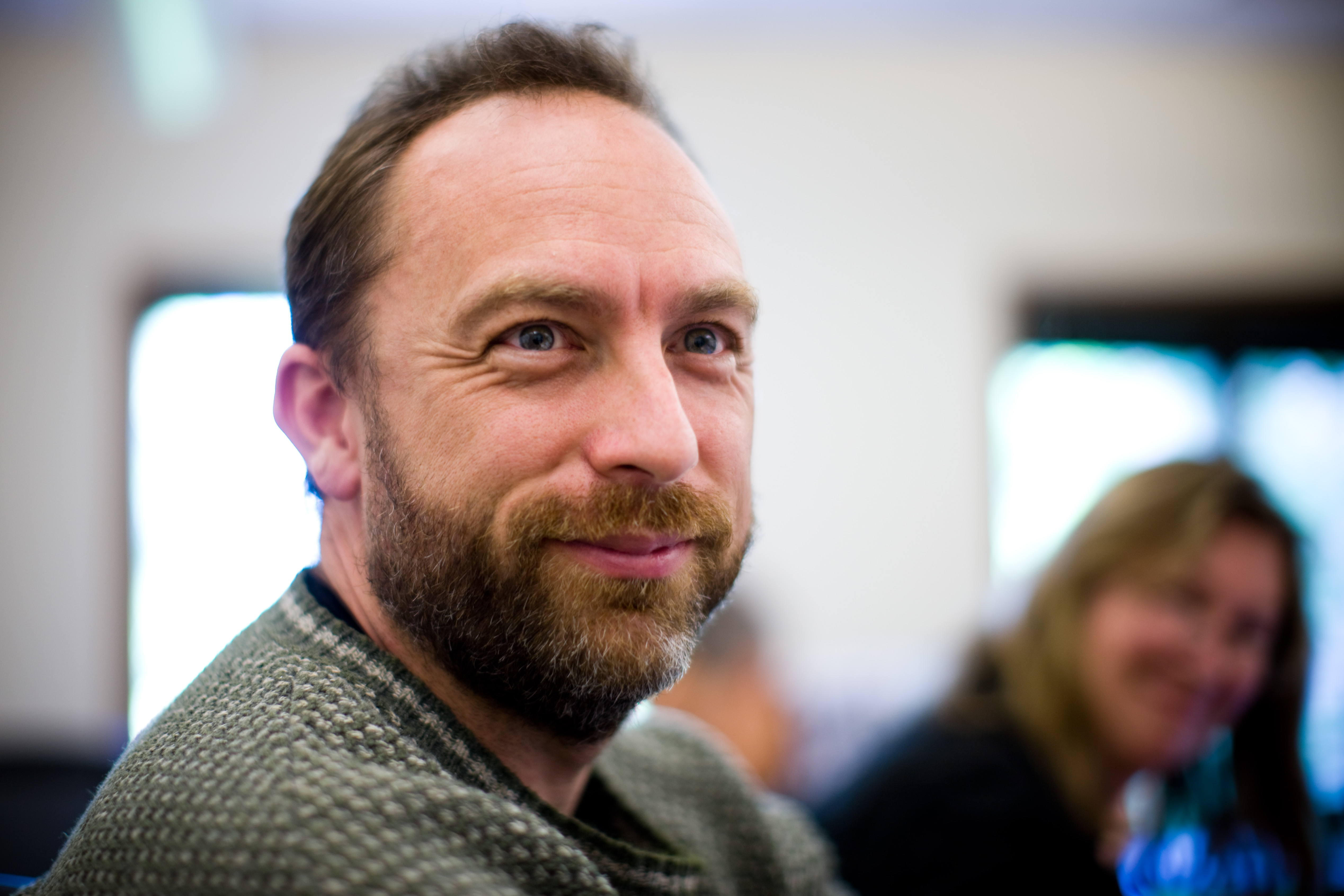
ジミー・ウェールズ（2008年）

12月7日、英語版ウィキペディアを運営する非営利団体のウィキメディア財団（Wikimedia Foundation）は英国の主要なインターネットサービスプロバイダーがフィルタリングを導入したためにWikipediaへのアクセスが困難になっていると発表した。一部のプロバイダではWikipedia全体へのアクセスを遮断した。ウィキメディア財団はプレスリリースで「世界中のいかなる場所いかなる法域であっても記事や記事に含まれる画像が違法性を問われると考えるべき根拠はない」とし、ブロックが単に画像のみならず記事本体にも及んでいることを批判した。またウィキメディア財団は、ウィキメディアのサイトをホスティングしている米国では、この写真は猥褻基準のMillerテストに照らせば合憲であり、児童ポルノとはみなされないと主張した。
12月9日、ウィキメディア財団の名誉理事長ジミー・ウェールズはイギリスのテレビ局チャンネル4のニュース番組に出演し、一時は法的手段をとることも考えたと語った。

### アクセスブロックの撤回
12月9日、ウィキメディア財団との話し合いの結果、状況を見直したIWFは、ウィキペディアのページのブラックリスト化およびアクセスブロックを撤回し、イギリス国外にホストされている他の画像についてもブラックリストへ記載しないことを発表した。
IWFは次のような声明を発表した。
[...] 疑問を投げ掛けられている画像は1978年の児童保護法に抵触している恐れがあります。しかし、IWF理事会は本日今回の結果およびこの特殊なケースをとりまく状況を問題として考慮した上で、この画像が存在して広く利用されてきた時間の長さを鑑み、ウェブページを我々のリストから除外する決定を下しました。
IWFは、今後この画像が報告された場合、英国外のホスティングであればリストには追加せず、英国内であればIWFのルールに従って処理すると発表した。
ブロック解除後にはウィキメディア財団顧問弁護士マイク・ゴドウィンが「インターネット監視財団とそのブラックリストの対応でまだいろいろと面倒なことが残っている」と発言している。
IWFはこの画像が違法な児童ポルノであるという主張はその後も変えておらず、イギリスのサーバーに置かれたならばブロックの対象となると2008年12月に宣言している。

## 批判と影響
この出来事はインターネットのフィルタリングや検閲を実施している、あるいは実施を検討している諸外国で批判の対象となった。
インターネット・セキュリティの専門家リチャード・クレイトンは「我々は常に境界線上にあるものを相手にしている。つまり勝ち目がないということだ」とし、IWFの決定は文脈から切り離された画像というものを議論の出発点にしているが、「HMVにいって街中でCDを買うことができる状況」が現にあると指摘している。
シドニー・モーニング・ヘラルドは「皮肉なことに、画像を禁止したことで達成できたのは、以前より多くの人に鑑賞の機会を提供することだけだった。ニュースサイトがこの問題を宣伝したことで画像はウィキペディア以外のサイトへも広まった」と報じた。これは「ストライサンド効果」として知られる現象であり、英語版ウィキペディアにおけるヴァージン・キラーの項目の閲覧回数は一気に増大した。

### 電子フロンティア財団による批判
電子フロンティア財団もIWFを批判している。
〔禁止の撤回という〕彼らの決定に賛同はするが、その論理は間違っている。そもそも彼らには記事を検閲する権利などないのである。どの画像が百科事典にふさわしい素材なのかという点に関していえば、肝心な時にはウィキペディアの編集者のコミュニティのほうが合理的で信頼できる、成熟した判事なのである。
オーストラリア電子フロンティア(Electronic Frontiers Australia)副議長コリン・ジェイコブスは「この出来事はISPによる強制的なフィルタリングには落とし穴が潜んでいるということを示している」と述べた。

### アマゾンによる画像削除
事件当時、アルバムのカバーアートは英Amazonをはじめとした大手サイトでもフィルタリングされることなく閲覧可能で、イギリス国内でもそのまま販売することができた。
米アマゾンも閲覧可能な状態で、IWFは「この画像を保有している米アマゾンをブロック候補サイトの一覧に加えることもありえないことではない」 と発表した。
アマゾンはその後この画像をサイトから除去した。

### フランス
サイバー犯罪の取締法案に備えた影響調査においてフランス政府はこの「ヴァージン･キラー」の画像に付随したブロックを無差別なフィルタリングの好例として扱っている。